# Gynandromyia grossa
Gynandromyia grossa là một loài ruồi trong họ Tachinidae.